# Proasellus monodi
Proasellus monodi là một loài chân đều trong họ Asellidae. Loài này được Strouhal miêu tả khoa học năm 1942.